# Hélène Binet

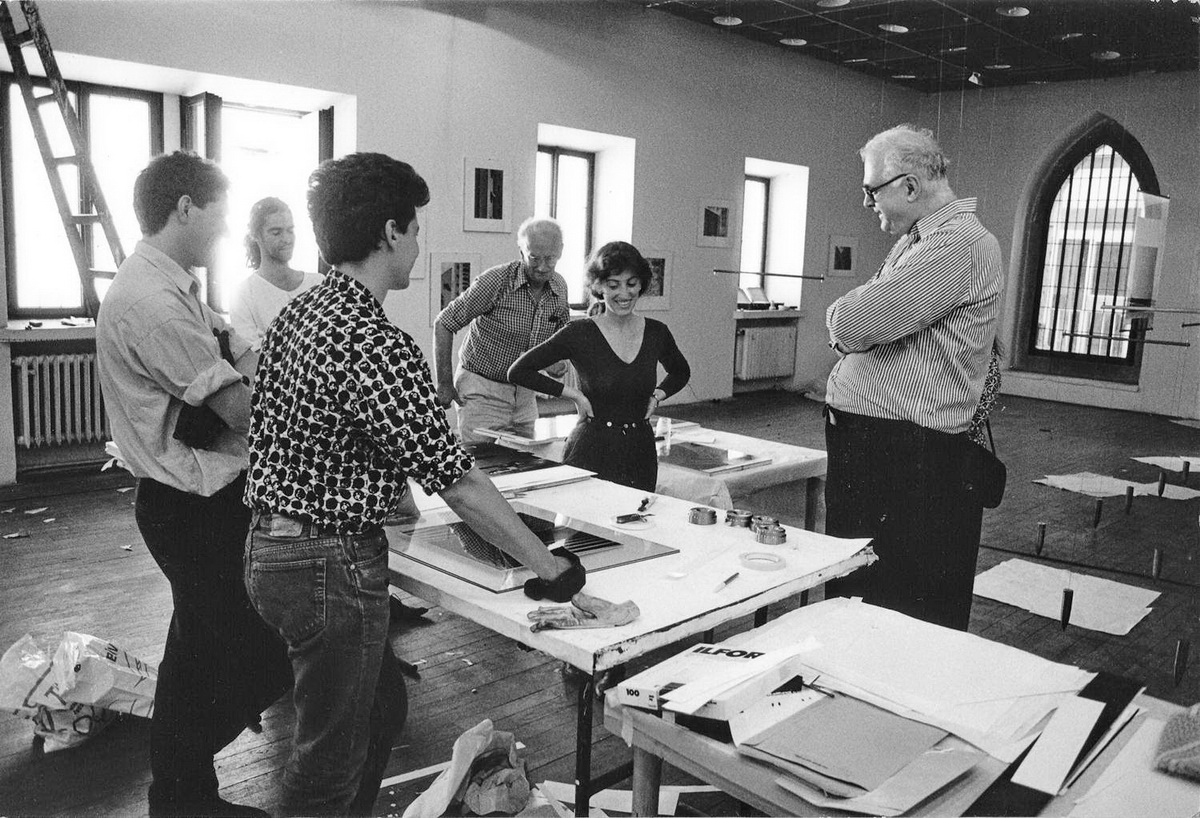
Příprava výstavy Helene Binet - Příbuzní, Praha, Galerie Jaroslava Fragnera, září 1991 – Helene Binet, John Hejduk

Hélène Binet (* 25. července 1959, Sorengo, Švýcarsko) je švýcarská fotografka, která žije v Londýně. Věnuje se především fotografii architektury.

## Život
Narodila se ve Švýcarském městě Sorengo ve švýcarsko - francouzské rodině. Vystudovala fotografii na Instituto Europeo di Design v Římě. Dva roky byla fotografkou divadla Grand Théâtre de Genève. Později se věnovala fotografii architektury. Spolupracuje s předními architekty, jako jsou Raoul Bunschoten, Caruso St John, Zaha Hadid, Daniel Libeskind, Studio Mumbai, Peter Zumthor a dalšími. Je rovněž autorkou fotografií děl dnes již nežijících architektů, jako byli Alvar Aalto, Geoffrey Bawa, Le Corbusier, Sverre Fehn, John Hejduk, Sigurd Lewerentz, Andrea Palladio či Dimitris Pikionis.
Se svým manželem, architektem Raoulem Bunschotenem, a dvěma dětmi žije v Londýně.
Fotografie publikovala v časopisu AA files, který vydává Architectural Association School of Architecture v Londýně. Vydala několik monografií.

### Hélène Binet v Praze
V rámci výstavy díla architekta Johna Hejduka v Praze v roce 1991 proběhla rovněž výstava fotografií Hélène Binet s názvem Příbuzní / Relatives v Galerii Jaroslava Fragnera.

## Výstavy
- 1991 Příbuzní / Relatives, Galerie Jaroslava Fragnera, Praha
- 2021 Light Lines: The Architectural Photographs of Hélène Binet, Royal Academy of Arts, Londýn, 23. říjen 2021 — 23. leden 2022[2]

## Publikace
- Das Geheimnis des Schattens: Licht und Schatten in der Architektur, Ausstellungskatalog. Fotografie: Hélène Binet. Wasmuth, Tübingen/Berlín 2002, ISBN 3-8030-0622-8.
- Sigrid Hauser/Peter Zumthor: Peter Zumthor - Therme Vals. Fotografie: Hélène Binet, Scheidegger und Spiess, Zürich 2007, ISBN 978-3-85881-704-4.
- VEITEBERG, Jorunn; WATERS, Helen. Edmund de Waal. Ilustrace Hélène Binet. Cambridge: Kettle's Yard : mima (Middlesbrough Institute of Modern Art), 2007. 140 s. Dostupné v archivu pořízeném dne 2010-12-07. ISBN 978-1-904561-24-8. (anglicky) Archivováno 7. 12. 2010 na Wayback Machine.
- Composing Space - The Photographs of Hélène Binet. Phaidon, London 2011. ISBN 978-0-7148-6119-7.
- BINET, Hélène. 埃莱娜.比奈:光影对话三十年:艺术世界 : Dialoghi, works from 1988 - 2018. Šanghaj: Power Station of Art, 2019. ISBN 978-7-5321-7141-5. (čínsky, anglicky) Katalog výstavy, která proběhla v Power Station of Art, Šanghaj ve dnech 19. dubna - 21. července 2019.
- BINET, Hélène. Light Lines: The Architectural Photographs of Hélène Binet. London: The Royal Academy of Arts, 2021. 110 s. ISBN 978-1912520855. (anglicky) Katalog výstavy, která proběhla v The Royal Academy of Arts, Londýn ve dnech 23. října 2021 - 23. ledna 2022.
- BINET, Hélène, Juhani Pallasmaa. The Walls of Suzhou Gardens : A Photographic Journey. Zürich: Lars Müller Publishers, 2021. 64 s. ISBN 978-3-03778-660-4. (anglicky)
- BINET, Hélène, Byoung Soo Cho, Eugénie Shinkle. The Intimacy of Making : Three Historical Sites in Korea. Zürich: Lars Müller Publishers, 2021. 236 s. ISBN 978-3-03778-652-9. (anglicky)

## Ocenění
V roce 2019 obdržela Cenu Ady Louise Huxtable (Ada Louise Huxtable Prize 2019)

## Galerie

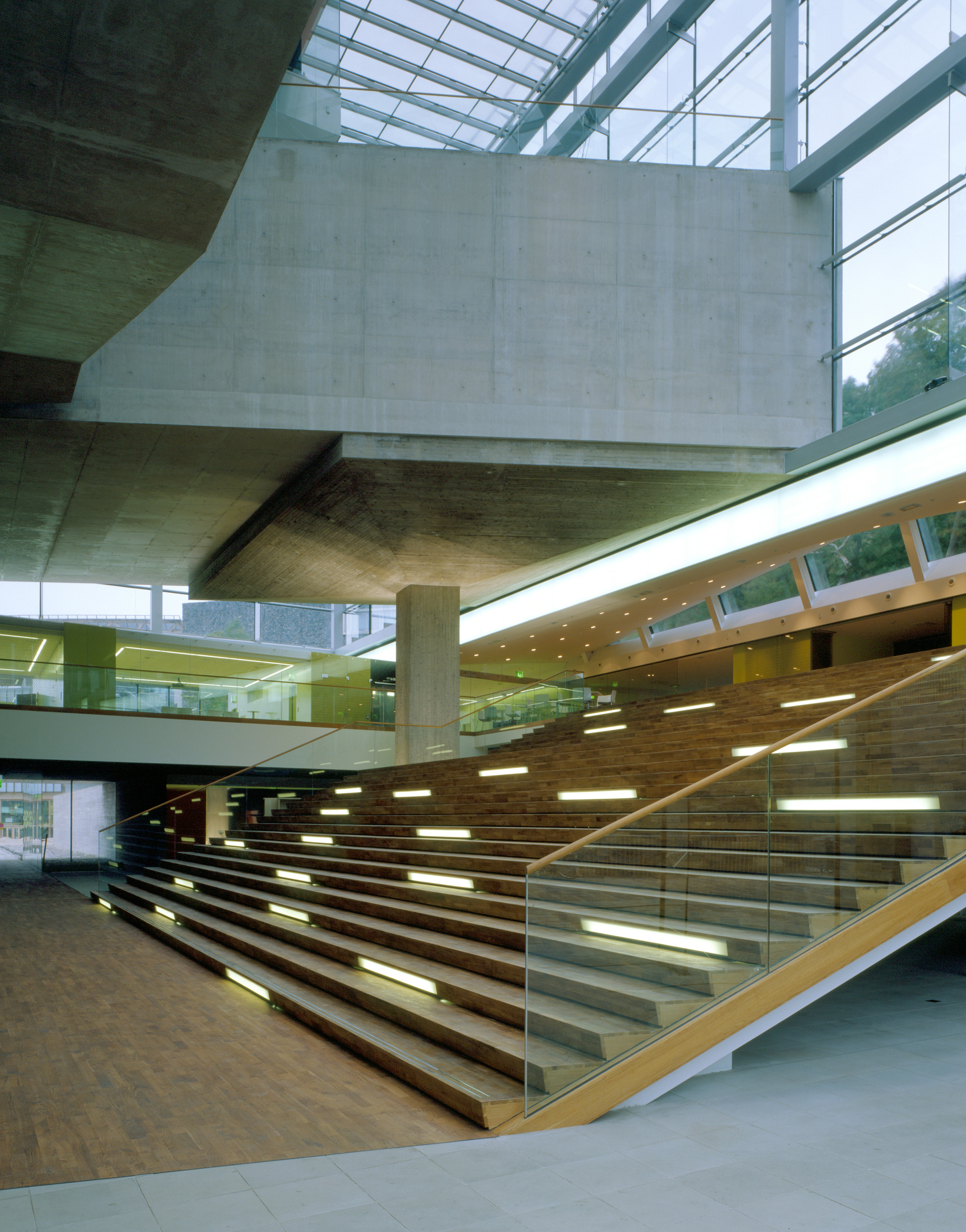
Museum of World Culture, Göteborg
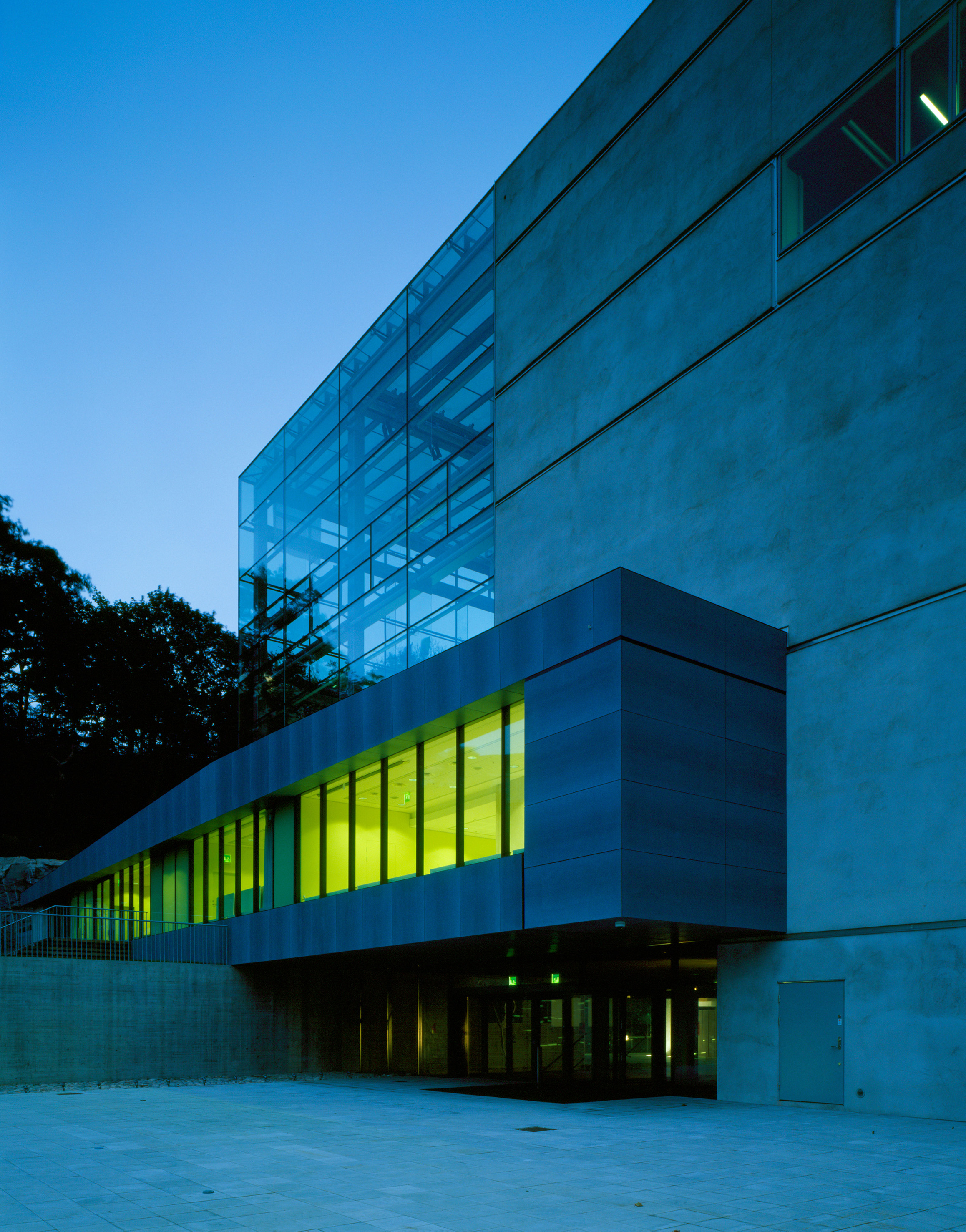
Museum of World Culture, Göteborg
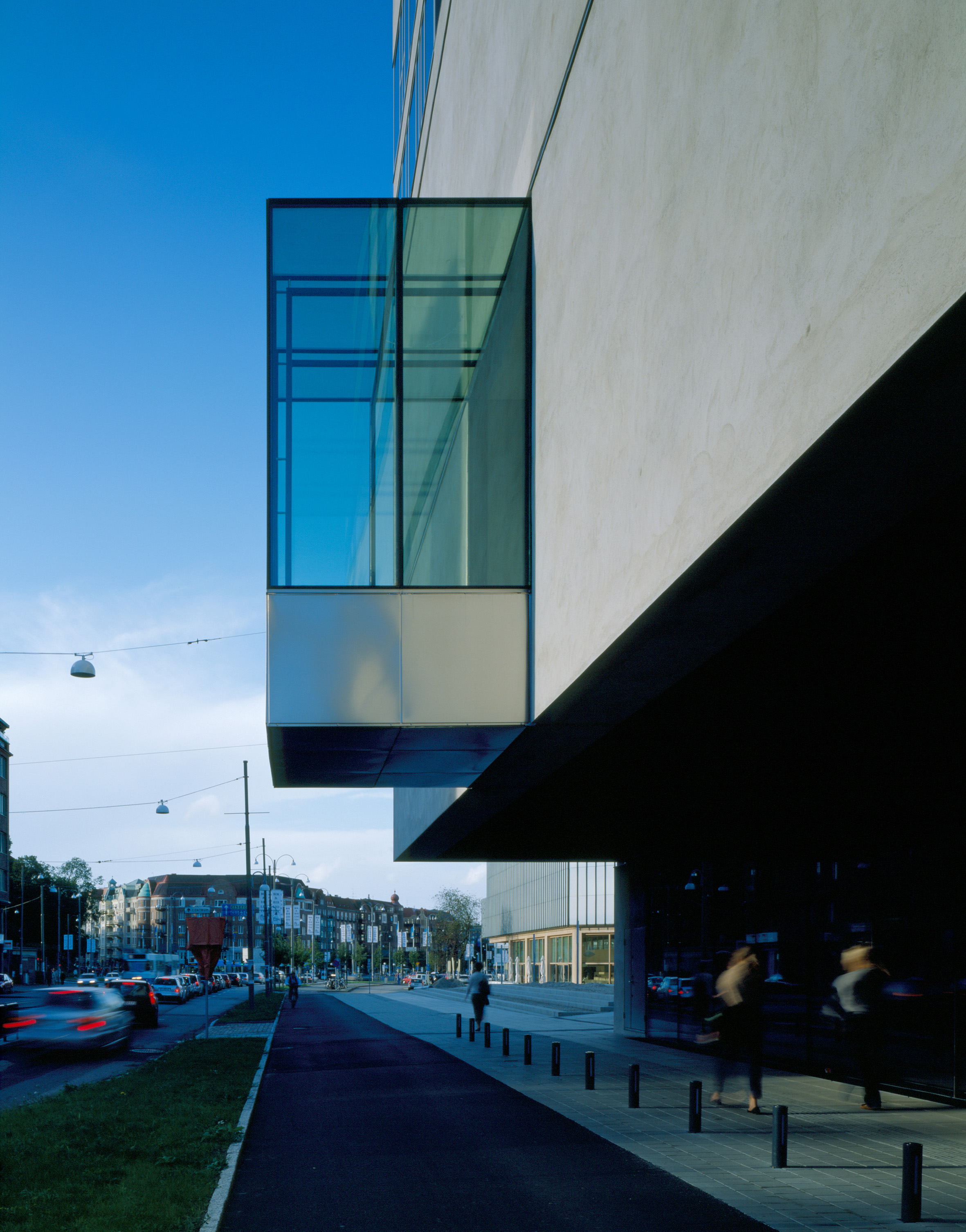
Museum of World Culture, Göteborg